# Stratiomydas colimas
Stratiomydas colimas är en tvåvingeart som beskrevs av Wilcox, Papavero och Therezinha Pimentel 1989. Stratiomydas colimas ingår i släktet Stratiomydas och familjen Mydidae. Inga underarter finns listade i Catalogue of Life.